# Taraxacum mirabile
Taraxacum mirabile — вид квіткових рослин із родини айстрових (Asteraceae).

## Біоморфологічна характеристика
Рослина 3–5 см, біля основи густо запушена. Листки м'ясисті, голі, вузько-лопатоподібні, з трикутною верхівкою, незубчасті або з дрібними зубцями біля верхівки. Стеблини волохаті. Квітки нечисленні, білі. Сім'янки, 5–5.5 мм, блідо-коричневі; дзьоб ±відсутній.

## Середовище проживання
Ендемік Туреччини.
Росте на солончаках.